# داون تاون (ثنائي كوميدي)
داون تاون ثنائي كوميدي ياباني في فن المنزاي، ويتكون من هيتوشي ماتسوموتو وهامادا ماساتوشي.

## البداية
هامادا وماتسوموتو زملاء دراسة ويتعرفون منذ المدرسة الابتدائية. بعد تخرج ماتسوموتو وهامادا كلاهما لم يحبا عملهما. هامده لم ينس فكرة الثمثيل، سيدعو صديقه ماتسوموتو إلى تكوين ثنائي وتقديم سكتشات ساخرة كالتي كانا يعرضانها في المدرسة. تكون الثنائي سنة 1983 بعد أن شاركو في برنامج مواهب كوميديا لتبدأ مسيرة ناجحة ومستمرة إلى الآن.
من أشهر البرامج الكوميديا التي يقدمها الثنائي برنامج داون تاون نو غاكي نو تسوكاي يا أراهيندي. يلعب ماتسوموتو دور البوكو فيما يلعب هامادا دور التسوكمي.

## اقرأ أيضًا
- المنزاي

## روابط خارجية
- داون تاون على موقع ميوزك برينز (الإنجليزية)